# Dulag
Dulag é um município de  terceira classe de renda municipal (d) na província Leyte, nas Filipinas. De acordo com o censo de 1 de maio  de  2020 possui uma população de 48 992 pessoas e 13 075 domicílios.